# Пуковник Шабер
Пуковник Шабер (фр. Le Colonel Chabert) је новела француског писца Онореа де Балзака из 1832. године. Укључен је у његову серију романа познатих као Људска комедија, који приказује и пародира француско друштво у периоду рестаурације (1815–1830) и јулске монархије (1830–1848). Ова новела, првобитно објављена у Ле Конститутионал, адаптирана је за шест различитих филмова, укључујући два нема филма.

## Опис
Пуковник Шабер се жени Роуз Чапотел, проститутком. Пуковник Шабер тада постаје француски коњички официр кога Наполеон Бонапарта веома цени. Након што је тешко рањен у бици код Ејлауа (1807), Шабер је означен мртвим и сахрањен са другим француским жртвама. Међутим, он преживи и након што се извуче из сопственог гроба, локални сељаци га негују да оздрави. Потребно му је неколико година да се опорави. Вративши се у Париз, открива да се његова удовица удала за „друштвеног пењача” грофа Фероа и да је ликвидирала све Шабертове ствари. У жељи да поврати своје име и новац који је погрешно дат у наследство, он унајмљује Дервила, адвоката, да поврати свој новац и своју част. Дервил, који такође представља грофицу Феро, упозорава Шабера да не прима мито за нагодбу од грофице. На крају, Шаберт одлази празних руку и остатак дана проводи у азилу.

## Тема
У новели  Балзак супротставља два погледа на свет: Наполеонов систем вредности, заснован на части и војној храбрости. Шабер није убијен у бици код Ејлауа, иако се мислило да јесте. Он се бори да се врати у живот, али не може да поврати свој идентитет. Његова „удовица”, која је заправо његова супруга, и која је прикладно била проститутка у својој младости, сада је грофица Феро, удата (или се бар тако чини) за важног племића и политичара рестаурације. Она се одриче свог „бившег мужа”. Све што је важно у модерној ери је друштвени ранг заснован на поседовању новца, посебно наслеђеног богатства.
Ова тема о продорној чистоти војног начина живота нешто је чему се Балзак враћа у роману Мутивода, али се тамо та тема третира сасвим другачије.